# Phrurolinillus tibialis
Espèce
Synonymes
- Micariosoma tibiale Simon, 1878

Phrurolinillus tibialis est une espèce d'araignées aranéomorphes de la famille des Phrurolithidae.

## Distribution
Cette espèce est endémique d'Espagne.

## Description
Le mâle mesure 2,5 mm.

## Publication originale
- Simon, 1878 : Les arachnides de France. Paris, vol. 4, p. 1-334 (texte intégral).